# Supergirl (televíziós sorozat)
A Supergirl 2015 és 2021 között futott amerikai televíziós filmsorozat, amelynek az alkotója Greg Berlanti. A főszereplői Melissa Benoist, Mehcad Brooks, Chyler Leigh, Katie McGrath, Jeremy Jordan, David Harewood és Calista Flockhart. A tévéfilmsorozat a Berlanti Productions, a DC Entertainment és a Warner Bros. Television gyártásában készült, a Warner Bros. Television Distribution forgalmazásában jelent meg. Műfaját tekintve akciófilm-sorozat, kalandfilmsorozat, filmdráma-sorozat és sci-fi filmsorozat. Amerikában az 1. évadot a CBS sugározta 2015. október 26-ától, majd a sorozat csatornát váltott és a 2. évadtól kezdve a The CW sugározza 2016. október 10-i kezdettel. Magyarországon 2016. augusztus 16-ától a Viasat 3 sugározza.

## Történet
A Krypton bolygót hatalmas veszély fenyegette. A csecsemő Kal-Elt a családja egy űrhajóval a Földre küldte. 13 éves unokatestvére feladata lett volna, hogy vigyázzon rá, ám Kara űrhajója a bolygó megsemmisülésekor a Fantom Zónába került. Az űrnek egy olyan területére, ahol nem múlik az idő. 24 évvel később Kara űrhajója elhagyta a Fantom Zónát és megérkezett a Földre … és vele együtt a Fort Rozz is, a Krypton legveszélyesebb bűnözőivel. Kal-El azóta felnőtt és a világ már Supermanként ismerte őt. Két tudós örökbe fogadta Karát, hogy normális gyerekkort biztosítsanak számára. Kara jelenleg National City-ben a CatCo Worldwide Mediánál dolgozik Cat Grant asszisztenseként. Amikor „testvére”, Alex élete veszélybe kerül a segítségére siet és ezzel felfedi képességeit a város számára. National City új hőse csatlakozik a DEO-hoz (Különleges tevékenységek osztálya), hogy megvédje a Földet a földönkívüliek inváziójától.
Kara Zor-El a Földre érkezve tudomásul veszi, hogy az unokatestvére, Kal-El már felnőtt, ezért már nem kell rá vigyáznia. Az anyja elmondta neki, hogy a hatalmas sárga nap miatt a Földön természetfeletti képességei lesznek, de ő ezeket nem akarja használni, mert úgy gondolja, hogy a Földnek elég egy hős, és az Superman. Ezért ő átlagos életre rendezkedik be, próbál elvegyülni a társadalomban. A fogadott családja nagyon kedves vele, mindenben támogatják, és a testvére is jó fej. De benne van egy kis féltékenység, de elfogadta, hogy nem tud Kara-val versenyezni, mert ő nem tud repülni és más képessége sincsen. Ő ezért az agyát képezte, és felnőttként beállt a DEO-hoz. Kara pedig a város vezető újságjánál helyezkedik el, ahol jó barátságokat alakít ki. De nem érzi boldognak magát, mert szeretne ő is életeket menteni, mint Superman. Amikor pedig a testvére bajba kerül egy meghibásodott repülőn, ő megmenti őt és a többi utast is. Ezzel ő is hős lett, és tetszik is neki a dolog, ezért úgy dönt, hogy szerez egy ruhát és egy köpenyt, és ő is hős lesz.

## Szereplők

### Főszereplők
| Szereplő                                      | Színész           | Magyar hang                   | Megjegyzés                                                                                       | Évad |
| --------------------------------------------- | ----------------- | ----------------------------- | ------------------------------------------------------------------------------------------------ | ---- |
| Kara Danvers / Kara Zor-El / Supergirl        | Melissa Benoist   | Gáspár Kata                   | Cat asszisztense, Alura lánya, Eliza és Jeremiah fogadott lánya, Alex fogadott testvére.         | 1–6  |
| James Olsen / Őrző                            | Mehcad Brooks     | Nagy Dániel Viktor            | Fotós a CatConál, Lucy barátja.                                                                  | 1–5  |
| Dr. Alexandra 'Alex' Danvers                  | Chyler Leigh      | Varga Gabriella               | DEO ügynök, biomérnök, Eliza és Jeremiah lánya, Kara fogadott testvére, később a DEO igazgatója. | 1–6  |
| Winslow 'Winn' Schott                         | Jeremy Jordan     | Molnár Áron (1–2. évad)       | Informatikus a CatConál, később DEO ügynök.                                                      | 1–3  |
| Winslow 'Winn' Schott                         | Jeremy Jordan     | Márkus Sándor (3. évad)       | Informatikus a CatConál, később DEO ügynök.                                                      | 1–3  |
| Hank Henshaw / J'onn J'onzz / Marsbéli Vadász | David Harewood    | Háda János                    | Egy Marsról származó alakváltó, aki felvette Hank Henshaw alakját. A DEO igazgatója.             | 1–6  |
| Hank Henshaw / J'onn J'onzz / Marsbéli Vadász | David Harewood    | Bognár Tamás (1x17)           | Egy Marsról származó alakváltó, aki felvette Hank Henshaw alakját. A DEO igazgatója.             | 1–6  |
| Cat Grant                                     | Calista Flockhart | Kisfalvi Krisztina            | A CatCo tulajdonosa, Adam és Carter édesanyja.                                                   | 1–3  |
| Mon-El / Mike Matthews                        | Chris Wood        | Dér Zsolt                     | Földönkívüli herceg a Daxamról, Rhea és Lar Gand fia. légió vezetője,Imra Ardeen férje           | 2–3  |
| Maggie Sawyer                                 | Floriana Lima     | Farkasházi Réka (2. évad)     | Nyomozó National Cityben.                                                                        | 2–3  |
| Maggie Sawyer                                 | Floriana Lima     | Majsai-Nyilas Tünde (3. évad) | Nyomozó National Cityben.                                                                        | 2–3  |
| Lena Luthor                                   | Katie McGrath     | Balogh Anna                   | Az L-Corp vezetője, Lionel lánya, Lillian fogadott lánya, Lex testvére.                          | 2–6  |
| Querl Dox / Észlény (Brainiac-5)              | Jesse Rath        | Jéger Zsombor                 | A Légió tagja, később DEO ügynök                                                                 | 3-6  |
| Ben Lockwood / Szabadság ügynöke              | Sam Witwer        | Pataki Ferenc                 | Korábban professzor a National City University-n, Peter fia, Lydia férje, George édesapja        | 4    |
| Nia Nal / Álmodó                              | Nicole Maines     | Rujder Vivien (4x10-ig)       | Újságíró a CatConál                                                                              | 4-6  |
| Nia Nal / Álmodó                              | Nicole Maines     | Bogdányi Titanilla (4x11-től) | Újságíró a CatConál                                                                              | 4-6  |
| Andrea Rojas / Acrata                         | Julie Gonzalo     |                               | A CatCo tulajdonosa, az Obsidian North vezérigazgatója                                           | 5-6  |

### Mellékszereplők
| Szereplő                         | Színész                     | Magyar hang                           | Megjegyzés | Évad   |
| -------------------------------- | --------------------------- | ------------------------------------- | --- | ------ |
| Morgan Edge                      | Adrian Pasdar               | Bede-Fazekas Szabolcs                 | | 3      |
| Chet Miner                       | Alexander Cendese           | Schmied Zoltán                        | | 2      |
| Imra Ardeen / Szaturnusz lány    | Amy Jackson                 | Csifó Dorina                          | Mon-El felesége, légió tagja | 3      |
| Eve Teschmacher                  | Andrea Brooks               | Csépai Eszter                         | Cat Grant, majd Lena Luthor asszisztense. Eleinte látszólag Lex Luthor segítője, később kiderül, hogy valójában a Leviathan kényszerítette rá. | 2–5    |
| Patricia Arias                   | Betty Buckley               | Halász Aranka                         | Samantha nevelőanyja | 3      |
| Adam Foster                      | Blake Jenner                | Vecsei Miklós                         | Cat fia | 1      |
| Lillian Luthor                   | Brenda Strong               | Fehér Anna                            | Tudós a Cadmus-projektnél, Lena nevelőanyja és Lex édesanyja.                                                                                  | 2–4    |
| Vasquez                          | Briana Venskus              | Ligeti Kovács Judit                   | DEO ügynök | 1–3    |
| Leslie Willis / Elektrosokk      | Brit Morgan                 | Ábel Anita                            | Rádiós a CatConál, a 3. évadban meghalt. | 1–3    |
| M'yrnn J'onzz                    | Carl Lumbly                 | Varga T. József                       | J'onn édesapja | 3-4    |
| Oscar Rodas                      | Carlos Bernard              | Schnell Ádám                          | Maggie édesapja | 3      |
| Thomas Coville                   | Chad Lowe                   | Rajkai Zoltán                         | | 3      |
| Jemm                             | Charles Halford             |                                       | | 1      |
| Ben Krull / Reactron             | Chris Browning              | Törköly Levente                       | | 1      |
| Non                              | Chris Vance                 | Varga Gábor                           | Hadnagy, Astra férje. | 1      |
| Ron Collins                      | David Chisum                | Jakab Csaba                           | Sheriff Midvale-ben | 3      |
| A nagy Karmester                 | Darren Criss                | Rada Bálint                           | | 2      |
| Hank Henshaw / Cyborg Superman   | David Harewood              | Háda János                            | A DEO igazgatója. | 1–2    |
| Robert DuBois / Véreskéz         | David St. Louis             | Varga Rókus                           | | 3      |
| Webb                             | Desiree Zurowski            | Németh Kriszta                        | Amerikai ügyvéd | 2      |
| Veronica Sinclair / Roulette     | Dichen Lachman              | Náray Erika                           | | 2      |
| James Harper                     | Eddie McClintock            | Czvetkó Sándor                        | Ezredes az amerikai hadseregnél, aki jó barátja volt Hank Henshawnak.                                                                          | 1      |
| Josie                            | Eliana Jones                | Berkes Boglárka                       | | 3      |
| Cameron Chase                    | Emma Caulfield              | Farkasházi Réka                       | | 1      |
| Ruby Arias                       | Emma Tremblay               | Mayer Szonja                          | Samantha lánya | 3      |
| Maxima                           | Eve Torres Gracie           |                                       | Az Almerac bolygó királynője. | 1      |
| Parancsnok                       | Faran Tahir                 | Koncz István                          | | 1      |
| John Corben / Metallo            | Frederick Schmidt           | Gubányi György István                 | | 2      |
| K'hund                           | Gary Kasper                 | Borbiczki Ferenc                      | | 1      |
| Sam Lane                         | Glenn Morshower             | Szélyes Imre                          | Tábornok, Lois és Lucy édesapja. | 1      |
| Lucy Lane                        | Jenna Dewan Tatum           | Tornyi Ildikó                         | Őrnagy, ügyvéd, Sam lánya, Lois húga, James barátnője.                                                                                         | 1      |
| Izzy Williams                    | Harley Quinn Smith          |                                       | | 2      |
| Sinead                           | Harriet Sansom Harris       | Andresz Kati                          | Siobhan Smythe nagynénje | 1      |
| Winslow Schott Sr. / Játékmester | Henry Czerny                | Rosta Sándor                          | Winn édesapja, a 3. évadban meghalt. | 1      |
| Snapper Carr                     | Ian Gomez                   | Gyabronka József (2. évad 04. részig) | Szerkesztő a CatConál, Kara főnöke. | 2      |
| Snapper Carr                     | Ian Gomez                   | Kapácsy Miklós (2. évad 07. résztől)  | Szerkesztő a CatConál, Kara főnöke. | 2      |
| Vörös Tornádó                    | Iddo Goldberg               | (nem szólal meg)                      | Katonai android | 1      |
| T. O. Morrow                     | Iddo Goldberg               | Jánosi Dávid                          | Vörös Tornádó megalkotója. | 1      |
| Siobhan Smythe / Ezüst Kísértet  | Italia Ricci                | Mezei Kitty                           | | 1      |
| Kenny Li                         | Ivan Mok                    | Nagy Márk                             | | 3      |
| Dr. Jeremiah Danvers             | Dean Cain                   | Miller Zoltán                         | Tudós, Eliza férje, Alex édesapja, Kara nevelőapja.                                                                                            | 1–2    |
| Dr. Eliza Danvers                | Helen Slater                | Csere Ágnes                           | Biomérnök, Jeremiah felesége, Alex édesanyja, Kara nevelőanyja.                                                                                | 1–3    |
| Kara (gyerek)                    | Malina Weissman             | Károlyi Lili                          | Alura lánya, Eliza és Jeremiah fogadott lánya.                                                                                                 | 1      |
| Kara Danvers (15 évesen)         | Izabela Vidovic             | Pekár Adrienn                         | Eliza fogadott lánya, Alex fogadott testvére.                                                                                                  | 3-4    |
| Alex (gyerek)                    | Jordan Mazarati             | Pekár Adrienn                         | Eliza és Jeremiah lánya. | 1      |
| Alex Danvers (17 évesen)         | Olivia Nikkanen             | Csuha Borbála                         | Eliza lánya, Kara fogadott testvére. | 3-4    |
| Zor-El                           | Robert Grant                | Dolmány Attila                        | Alura férje és Kara vér szerinti édesapja. | 1      |
| Alura Zor-El                     | Laura Benanti Erica Durance | Horváth Lili (1–2. évad)              | Astra iker nővére, Zor-El felesége és Kara vér szerinti édesanyja.                                                                             | 1–3    |
| Alura Zor-El                     | Laura Benanti Erica Durance | Bognár Gyöngyvér (3. évad)            | Astra iker nővére, Zor-El felesége és Kara vér szerinti édesanyja.                                                                             | 1–3    |
| Astra                            | Laura Benanti               | Horváth Lili                          | Tábornok, Alura Zor-El iker nővére, Kara nagynénje és Non felesége.                                                                            | 1      |
| Maaldori doktor                  | James Urbaniak              | Kassai Károly                         | | 2      |
| Draper / Börtönmester            | Jeff Branson                | Dózsa Zoltán                          | | 1      |
| Lisa Gold                        | Jessie Graff                | Tarr Judit                            | | 2      |
| Katherine Grant                  | Joan Juliet Buck            | Tímár Éva                             | Cat édesanyja | 1      |
| Lar Gand                         | Kevin Sorbo                 | Kőszegi Ákos                          | Daxami király, Rhea férje, Mon-El édesapja. | 2      |
| Julia Freeman / Tisztaság        | Krys Marshall               | Peller Anna                           | | 3      |
| Brainiac 8 / Indigo              | Laura Vandervoort           | Pálmai Anna                           | Egy Kolú bolygóról származó szerves gép. | 1      |
| Carter Grant                     | Levi Miller                 | Ács Balázs                            | Cat fia | 1      |
| Donovan                          | Luke Macfarlane             | Orosz Ákos                            | DEO ügynök | 1      |
| Olivia Marsdin                   | Lynda Carter                | Vándor Éva                            | Amerikai elnök | 2, 4   |
| Dr. Hampton                      | Marci T. House              | Virághalmy Judit                      | | 2      |
| Jane Doe / Bizarro               | Melissa Benoist Hope Lauren | Gáspár Kata                           | | 1      |
| Samuel Bernard                   | Mik Byskov                  | Orosz Ákos                            | Tanár Midvale-ben | 3      |
| Scorcher                         | Nadine Crocker              | Hámori Eszter                         | | 2      |
| Kelly Sotto                      | Nikohl Boosheri             | László Lili                           | | 2      |
| Samantha Arias / Uralom          | Odette Annable              | Tarr Judit                            | Ruby édesanyja | 3      |
| Vartox                           | Owain Yeoman                | Barabás Kiss Zoltán                   | | 1      |
| Maxwell Lord                     | Peter Facinelli             | Stohl András                          | A Lord Technologies tulajdonosa. | 1      |
| Mr. Mxyzptlk                     | Peter Gadiot                | Ember Márk                            | | 2      |
| Mr. Mxyzptlk                     | Thomas Lennon               |                                       | | 5      |
| Dirk Armstrong                   | Peter Mackenzie             | Harmath Imre                          | | 1      |
| Jim Warren                       | Ray Campbell                | Juhász Zoltán                         | | 1      |
| Jindah Kol Rozz                  | Sarah Douglas               | Tímár Éva                             | | 3      |
| M'gann M'orzz / Miss Marsi       | Sharon Leal                 | Balázsovits Edit                      | A Marsról származó alakváltó, aki J'onn J'onzz unokahúga.                                                                                      | 2–3    |
| Őrült tudós                      | Steve Valentine             | Szakács Tibor                         | | 2      |
| Lyra Strayd                      | Tamzin Merchant             | Bogdányi Titanilla                    | Valeriai, Winn barátnője. | 2      |
| Miranda Crane                    | Tawny Cypress               | Peller Anna                           | Szenátor | 1      |
| Rhea                             | Teri Hatcher                | Timkó Eszter                          | Daxami királynő, Lar Gand felesége, Mon-El édesanyja.                                                                                          | 2      |
| Alphonse Luzano                  | Todd Sherry                 | Kassai Károly                         | | 1      |
| Phillip Karnowsky                | Victor Zinck Jr.            | Magyar Bálint                         | | 2      |
| Dr. Rudy Jones / Parazita        | William Mapother            | Végh Péter                            | | 2      |
| Pokolbeli                        | Justice Leak                | Karácsonyi Zoltán                     | | 1      |
| Kelex                            | Mark Sussman                | Fekete Zoltán (1-2. évad)             | | 1–2, 4 |
| Kelex                            | Mark Sussman                | Szokol Péter (4. évad)                | |        |
| Emily                            | Hayley Sales                | Ősi Ildikó                            | Maggie volt barátnője | 2      |
| Hannibal                         | Michael Rogers              | Beratin Gábor                         | Alcori fejvadász | 2      |
| Jack Spheer                      | Rahul Kohli                 | Papp Dániel                           | | 2      |
| Beth Breen                       | Claudia Doumit              | Németh Borbála                        | | 2      |
| Joe                              | Andrew McNee                | Rába Roland                           | | 2      |
| Peter Thompson                   | Gregg Henry                 | Sörös Sándor                          | | 2      |
| Rick Malverne                    | David Hoflin                | ?                                     | | 2      |
| Gayle Marsh / Psi                | Yael Grobglas               | Szilágyi Csenge                       | | 3      |
| Till'all                         | Dewshane Williams           | Veréb Tamás                           | | 3      |
| N'keyy                           | Louriza Tronco              | ?                                     | | 3      |
| Olivia                           | Sofia Vassilieva            | Csifó Dorina (3. évad 4. rész)        | | 3      |
| Olivia                           | Sofia Vassilieva            | Makra Viktória (3. évad 19. rész)     | | 3      |
| Selena                           | Anjali Jay                  | Bertalan Ágnes                        | | 3      |
| Dr. Grace Parker / Pestis        | Angela Zhou                 | Varga Lili                            | | 3      |
| Val                              | Benjamin Goas               | ?                                     | | 3      |
| Arthur Willis                    | Bradley White               | Hegedűs Miklós                        | | 3      |
| Jacqueline Nimball               | Brooke Smith                | Udvarias Anna                         | | 3      |
| Val édesanyja                    | Carrie Anne Fleming         | Bodor Böbe                            | | 3      |
| Alex támadója                    | Corey Schmitt               | Minárovits Péter                      | | 3      |
| Demos                            | Curtis Lum                  | Kocsis Dénes                          | | 3      |
| Mrs. Queller                     | Cynthia Stevenson           | Balogh Anikó                          | | 3      |
| Ministráns 1.                    | Darren E. Scott             | ?                                     | | 3      |
| Thara Ak-Var                     | Esmé Bianco                 | Zakariás Éva                          | | 3      |
| Polgármester                     | Fred Henderson              | Kertész Péter                         | | 3      |
| Felra                            | Kerry Sandomirsky           | Málnai Zsuzsa                         | | 3      |
| Mary McGowan                     | Laurie Metcalf              | Hűvösvölgyi Ildikó                    | Winn édesanyja | 3      |
| Preston                          | Michael Reilly Burke        | Czvetkó Sándor                        | | 3      |
| Tanya                            | Nesta Cooper                | Gyöngy Zsuzsa                         | | 3      |
| Ministráns 2.                    | Nickolas Baric              | Megyeri János                         | | 3      |
| Vita                             | Rosemary Hochschild         | Fabó Györgyi                          | | 3      |
| Adelaide                         | Taylor Hastings             | Mórocz Adrienn                        | | 3      |
| Jul-Us                           | Tim Russ                    | Melis Gábor                           | | 3      |
| Lir-Al                           | Todd Thomson                | Megyeri János                         | | 3      |
| Sötét Kryptoni                   | Winsome Brown               | Spilák Klára                          | | 3      |
| Raymond Jensen / Parazita        | Anthony Konechny            | Hajdu Tibor                           | DEO ügynök | 4      |
| Lauren Haley                     | April Parker Jones          | Makay Andrea                          | Ezredes | 4      |
| Kelly Olsen                      | Azie Tesfai                 | Nagy Katica                           | James testvére | 4      |
| Phil Baker                       | Bruce Boxleitner            | Várkonyi András                       | Amerikai elnök | 4      |
| George Lockwood                  | Graham Verchere             | Prokópius Gergely                     | Ben és Lydia fia | 4      |
| Vörös lány                       | Melissa Benoist             | Gáspár Kata                           | Supergirl klónja, akit Lex Luthor ördögi céljaihoz használ fel                                                                                 | 4      |
| Malefic J'onzz                   | Phil LaMarr                 | Bolla Róbert                          | J'onn J'onzz testvére | 4      |
| Mercy Graves                     | Rhona Mitra                 | Majsai-Nyilas Tünde                   | Otis testvére | 4      |
| Otis Graves                      | Robert Baker                | Sarádi Zsolt                          | Mercy testvére | 4      |
| Lydia Lockwood                   | Sarah Smyth                 | Balogh Anikó                          | Ben felesége, George édesanyja | 4      |
| Fiona Byrne                      | Tiya Sircar                 | Sodró Eliza                           | Manchester Black idegen szerelme, akit a Szabadság gyermekei megölnek.                                                                         | 4      |
| Peter Lockwood                   | Xander Berkeley             | Végh Péter                            | A Lockwood Steel tulajdonosa, Ben édesapja | 4      |
| Lex Luthor                       | Jon Cryer                   | Fekete Zoltán                         | Lena testvére, Superman ősellensége | 4-5    |
| Al                               | Keith Dallas                | Törköly Levente (4. évad 1–5. rész)   | | 4      |
| Al                               | Keith Dallas                | ? (4. évad 19–22. rész)               | | 4      |
| Idegen egyetemi hallgató         | Abby Ross                   | Kókai Tünde                           | | 4      |
| Manchester Black                 | David Ajala                 | Pál András                            | | 4      |
| Amadei Derros                    | Adam Levy                   | Bardóczy Attila                       | | 4      |
| Tom                              | Steve Byers                 | Pavletits Béla                        | Szabadság gyermeke | 4      |
| Adam                             | Michael Johnston            | Miller Dávid                          | Lena Luthor 033-es kísérleti alanya | 4      |
| Mackenzie                        | Jaymee Mak                  | Staub Viktória                        | Újságíró a CatConál | 4      |
| Tan tábornok                     | Russell Wong                | Pusztaszeri Kornél                    | | 4      |
| Isabel Nal                       | Kate Burton                 | Győry Franciska                       | | 4      |
| Maeve Nal                        | Hannah James                | Mészáros Blanka                       | | 4      |
| Paul Nal                         | Garwin Sanford              | Bognár Zsolt                          | | 4      |
| Pamela Ferrer / Menazséria       | Jessica Meraz               | Zakariás Éva                          | | 4      |
| Chuck Grossman                   | Zack Currie                 | Horváth-Töreki Gergely                | | 4      |
| Kalap                            | Louis Ozawa Changchien      | Hamvas Dániel                         | | 4      |
| Cooper                           | Michael Adamthwaite         | Schneider Zoltán                      | | 4      |
| Franklin                         | Sean Hewlett                | Horváth Illés                         | Idegen újságíró a CatConál | 4      |
| Dr. Kaplan                       | William MacDonald           | Bácskai János                         | | 4      |
| Bírónő                           | Candus Churchill            | Martin Márta                          | | 4      |
| Börtönigazgató                   | Reese Alexander             | Papucsek Vilmos                       | | 4      |
| Orosz védelmi miniszter          | Alexander Vishniakoff       | Konrád Antal                          | | 4      |
| Bitsie Teschmacher               | Jill Morrison               | Braun Rita                            | | 4      |
| Granberry szenátor               | Karin Konoval               | Menszátor Magdolna                    | | 4      |
| Edna                             | Emily Tennant               | Dunai Csenge                          | | 4      |
| Marcus                           | Ryan S Williams             | Megyeri János                         | | 4      |
| Charlie                          | Steel Bey                   | Berecz Kristóf Uwe                    | | 4      |
| DEO ügynök                       | Donna Benedicto             | Mikecz Estilla                        | | 4      |
| Margot Morrison                  | Patti Allan                 | Halász Aranka                         | A Leviathan-terrorszervezet egyik idős, női tagja                                                                                              | 4-5    |
| Rama Khan                        | Mitch Pileggi               |                                       | Egy Jarhanpur-i; a Leviathan szervezet egyik vezetője                                                                                          | 5      |
| Gamemnae                         | Cara Buono                  |                                       | Egy női Jarhanpur-i; a Leviathan egyik vezetője, aki Gemma Cooper álnéven az Obsidian North társtulajdonosa                                    | 5      |

### Vendégszereplők a többi sorozatból
| Szereplő                              | Színész                                         | Magyar hang              | Megjegyzés                                                                                              | Évad                | Sorozat                   |
| Crossover szereplők                   | Crossover szereplők                             | Crossover szereplők      | Crossover szereplők                                                                                     | Crossover szereplők | Crossover szereplők       |
| ------------------------------------- | ----------------------------------------------- | ------------------------ | --- | ------------------- | ------------------------- |
| Clark Kent / Kal-El / Superman        | Tyler Hoechlin                                  | Markovics Tamás (1x09)   | Újságíró a Daily Planetnél, Kara unokatestvére.                                                         | 2, 4-5              | Superman és Lois          |
| Clark Kent / Kal-El / Superman        | Tyler Hoechlin                                  | Czető Roland (1x20)      | Újságíró a Daily Planetnél, Kara unokatestvére.                                                         | 2, 4-5              | Superman és Lois          |
| Clark Kent / Kal-El / Superman        | Tyler Hoechlin                                  | Szatory Dávid (2. évad)  | Újságíró a Daily Planetnél, Kara unokatestvére.                                                         | 2, 4-5              | Superman és Lois          |
| Lois Lane                             | Elizabeth Tulloch                               | Mórocz Adrienn           | Újságíró a Daily Planetnél                                                                              | 4-5                 | Superman és Lois          |
| Barry Allen / Flash (Föld 1)          | Grant Gustin                                    | Szabó Máté               | Civilben törvényszéki nyomozó, de titokban ő Flash, a villám.                                           | 1–5                 | Flash – A Villám          |
| Cisco Ramon / Vibráló (Föld 1)        | Carlos Valdes                                   | Czető Roland             | | 2–4                 | Flash – A Villám          |
| Iris West (Föld 1)                    | Candice Patton                                  | Szilágyi Csenge          | Barry menyasszonya/felesége                                                                             | 3, 5                | Flash – A Villám          |
| Caitlin Snow / Gyilkos Fagy (Föld 1)  | Danielle Panabaker                              | Mezei Kitty              | | 3-4                 | Flash – A Villám          |
| Cecile Horton (Föld 1)                | Danielle Nicolet                                | Törtei Tünde             | Central City kerületi ügyésze, Joe West barátnője.                                                      | 3                   | Flash – A Villám          |
| Wally West / Kölyök Flash (Föld 1)    | Keiynan Lonsdale                                | Csiby Gergely            | | 3                   | Flash – A Villám          |
| Joe West (Föld 1)                     | Jesse L. Martin                                 | Schneider Zoltán         | Iris édesapja                                                                                           | 3                   | Flash – A Villám          |
| Nora West-Allen (Föld 1)              | Jessica Parker Kennedy                          | Nagy Katica              | Barry Allen lánya, egy időutazó, aki a jövőből tért vissza. Barry és Iris esküvőjén jelent meg először. | 3                   | Flash – A Villám          |
| David Singh (Föld 1)                  | Patrick Sabongui                                | Rajkai Zoltán            | Rendőrkapitány Central Cityben                                                                          | 3                   | Flash – A Villám          |
| Eobard Thawne / Inverz-Flash (Föld 1) | Tom Cavanagh                                    | Debreczeny Csaba         | | 3                   | Flash – A Villám          |
| Dr. Harrison Wells (Föld 2)           | Tom Cavanagh                                    | Debreczeny Csaba         | | 3                   | Flash – A Villám          |
| Harrison 'Nash' Wells / Pariah        | Tom Cavanagh                                    |                          | | 5                   | Flash – A Villám          |
| Oliver Queen / Zöld Íjász (Föld 1)    | Stephen Amell                                   | Bozsó Péter              | | 3-5                 | A zöld íjász              |
| Felicity Smoak (Föld 1)               | Emily Bett Rickards                             | Solecki Janka            | | 3                   | A zöld íjász              |
| John Diggle (Föld 1)                  | David Ramsey                                    | Epres Attila             | Az A.R.G.U.S. ügynöke                                                                                   | 4                   | A zöld íjász              |
| Mia Smoak / Green Arrow (Föld 1)      | Katherine McNamara                              |                          | Felicity és Oliver lánya                                                                                | 5                   | A zöld íjász              |
| Sara Lance / Fehér Kanári (Föld 1)    | Caity Lotz                                      | Nemes Takách Kata        | A Hullámlovas kapitánya.                                                                                | 3, 5                | A holnap legendái         |
| Dr. Martin Stein / Tűzvihar (Föld 1)  | Victor Garber                                   | Kőszegi Ákos             | A legendák tagja                                                                                        | 3                   | A holnap legendái         |
| Lily Stein (Föld 1)                   | Christina Brucato                               | ?                        | Martin Stein lánya                                                                                      | 3                   | A holnap legendái         |
| Mick Rory / Hőhullám (Föld 1)         | Dominic Purcell                                 | László Zsolt             | A legendák tagja                                                                                        | 3                   | A holnap legendái         |
| Jefferson Jackson / Tűzvihar (Föld 1) | Franz Drameh                                    | Sándor Péter             | A legendák tagja                                                                                        | 3                   | A holnap legendái         |
| Clarissa Stein (Föld 1)               | Isabella Hofmann                                | Incze Ildikó             | Martin Stein felesége, Lily édesanyja                                                                   | 3                   | A holnap legendái         |
| Gary Green (Föld 1)                   | Adam Tsekhman                                   | Rada Bálint              | Az Időhivatal ügynöke                                                                                   | 4                   | A holnap legendái         |
| Kate Kane / Batwoman (Föld 1)         | Ruby Rose                                       | Sipos Eszter Anna        | | 4-5                 | Batwoman                  |
| Flash (Föld 90)                       | John Wesley Shipp                               | Rosta Sándor             | | 4                   | The Flash                 |
| Oliver Queen / Black Arrow (X-Föld)   | Stephen Amell                                   | Bozsó Péter              | | 3                   | Freedom Fighters: The Ray |
| Kara Zor-El / Overgirl (X-Föld)       | Melissa Benoist                                 | Gáspár Kata              | Black Arrow felesége                                                                                    | 3                   | Freedom Fighters: The Ray |
| Tommy Merlyn / Prométheusz (X-Föld)   | Colin Donnell Michael Dorn (Prométheusz hangja) | Rada Bálint              | | 3                   |                           |
| Mar Novu / Monitor                    | LaMonica Garrett                                | Janicsek Péter           | | 4-5                 |                           |
| Epizód szereplők                      |                                                 |                          | |                     |                           |
| Pap (Föld 1)                          | William Katt                                    | Kapácsy Miklós           | | 3                   |                           |
| James Olsen (Föld 1)                  | Mehcad Brooks                                   | Nagy Dániel Viktor       | | 4                   |                           |
| Alex Danvers (Föld 1)                 | Chyler Leigh                                    | Varga Gabriella          | DEO-ügynök                                                                                              | 4                   |                           |
| Roger Hayden / Lélekkalóz (Föld 1)    | Bob Frazer                                      | Juhász Zoltán            | | 4                   |                           |
| Nora Fries (Föld 1)                   | Cassandra Jean Amell                            | ?                        | | 4                   |                           |
| Dr. John Deegan / Superman (Föld 1)   | Jeremy Davies (Dr. John Deegan)                 | ? (Dr. John Deegan)      | Tudós az Arkham-elmegyógyintézetben                                                                     | 4                   |                           |
| Dr. John Deegan / Superman (Föld 1)   | Tyler Hoechlin (Superman)                       | Szatory Dávid (Superman) | Tudós az Arkham-elmegyógyintézetben                                                                     | 4                   |                           |

## Epizódok
| Évad | Évad | Részek száma | Részek száma | Eredeti sugárzás  | Eredeti sugárzás  | Eredeti adó | Magyar sugárzás     | Magyar sugárzás     | Magyar adó         |
| Évad | Évad | Részek száma | Részek száma | Évadbemutató      | Évadzáró          | Eredeti adó | Évadbemutató        | Évadzáró            | Magyar adó         |
| ---- | ---- | ------------ | ------------ | ----------------- | ----------------- | ----------- | ------------------- | ------------------- | ------------------ |
|      | 1.   | 20           | 20           | 2015. október 26. | 2016. április 18. | CBS         | 2016. augusztus 16. | 2016. október 18.   | Viasat 3           |
|      | 2.   | 22           | 22           | 2016. október 10. | 2017. május 22.   | The CW      | 2017. június 6.     | 2018. június 25.    | Viasat 3, Sony Max |
|      | 3.   | 23           | 23           | 2017. október 9.  | 2018. június 18.  | The CW      | 2018. június 26.    | 2018. július 26.    | Sony Max           |
|      | 4.   | 22           | 22           | 2018. október 14. | 2019. május 19.   | The CW      | 2019. július 15.    | 2019. augusztus 13. | Sony Max           |
|      | 5.   | 19           | 19           | 2019. október 6.  | 2020. május 17.   | The CW      | n. a.               | n. a.               | n. a.              |
|      | 6.   | 20           | 20           | 2021. március 30. | 2021. november 9. | The CW      | n. a.               | n. a.               | n. a.              |